# 圣莫里斯叙达尔瓜尔
圣莫里斯-叙达尔瓜尔（法語：Saint-Maurice-sur-Dargoire，法語發音：[sɛ̃ moʁis syʁ daʁɡwaʁ]，意为“达尔瓜尔上方的圣莫里斯”）是法国罗讷省的一个旧市镇，属于里昂区。2017年，圣莫里斯-叙达尔瓜尔与临近的2个市镇合并为新市镇沙巴尼耶尔，圣莫里斯-叙达尔瓜尔为新市镇行政中心。

## 地理
圣莫里斯-叙达尔瓜尔（45°34'56"N, 4°37'52"E）面积16.27 平方千米，位于法国奥弗涅-罗讷-阿尔卑斯大区罗讷省，该省份为法国中东部省份，北起顺时针与索恩-卢瓦尔省、安省、里昂大都会、伊泽尔省和卢瓦尔省接壤。
与圣莫里斯-叙达尔瓜尔接壤的市镇（或旧市镇、城区）包括：莫尔南、沙托讷夫、里沃德日耶、圣约瑟夫、塔尔塔拉、圣迪迪耶苏里沃里、圣让德图拉。
圣莫里斯-叙达尔瓜尔的时区为UTC+01:00、UTC+02:00（夏令时）。

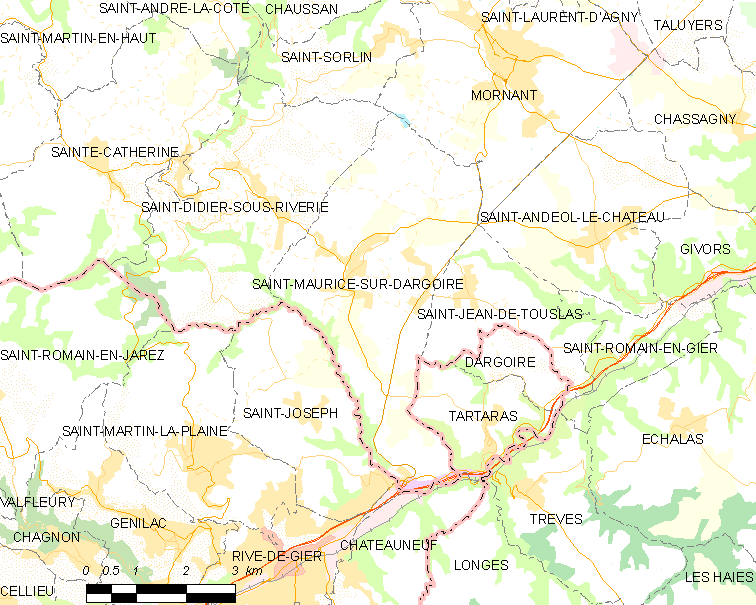
圣莫里斯-叙达尔瓜尔的OSM定位图

## 行政
圣莫里斯-叙达尔瓜尔的邮政编码为69440，INSEE市镇编码为69228。

## 政治
圣莫里斯-叙达尔瓜尔所属的省级选区为莫尔南县。

## 人口

1962-2008年间圣莫里斯-叙达尔瓜尔人口变化图示

圣莫里斯-叙达尔瓜尔于2018年1月1日时的人口数量为2358人。